# 43 Piscium
43 Piscium är en orange stjärna som ligger i Fiskarnas stjärnbild.
43 Piscium har visuell magnitud +6,46 och inte ens synlig för blotta ögat vid god seeing. Stjärnan befinner sig på ett avstånd av ungefär 590 ljusår.